# Rush (альбом)
Rush — второй полноформатный альбом финского DJ'я и композитора Вилла Виртанена (более известного под творческим псевдонимом Darude). Вышел в свет в 2003 году, спустя 3 года после объявленного релиза. Основные треки в альбоме были созданы Darude во время его турне по Европе и Америке в 2002—2003 годах. В качестве лейбла выступила известная американская фирма Robbins Entertainment.

## Список композиций
1. «Music»(Bostik Radio Edit) (3:30)
2. «Next to You»(Remix Radio Edit) (3:56)
3. «Bitter Sweet» (6:06)
4. «Serendipity» (6:09)
5. «Healing» (6:57)
6. «Rush» (6:15)
7. «Drive» (5:07)
8. «Passing By» (5:50)
9. «Obsession» (6:25)
10. «Ranta» (5:17)
11. «Music»(Original) (7:17)
12. «Next to You»(Original Vocal Mix) (7:35)